# Mariana Leitão
Mariana Leitão, née le 28 septembre 1982 à Lisbonne, est une femme politique portugaise. Membre de l'Initiative libérale, elle est députée pour Lisbonne et présidente du groupe parlementaire de ce parti depuis 2024.

## Biographie

### Études et parcours professionnel
Mariana Leitão obtient une licence en relations internationales, avant d'obtenir deux diplômes universitaires en management international puis en analyse de données et commerce.
Elle est également joueuse de bridge, classée à l'échelon national et ayant représenté le Portugal lors des championnats d'Europe de 2018 et 2022, ainsi que lors des championnats du monde de 2022.

### Parcours politique
Mariana Leitão adhère à l'Initiative libérale (IL) en 2019. Elle est élue conseillère municipale d'Oeiras lors des élections municipales de 2021, et est présidente du Conseil national de l'IL de 2021 à 2023.
En 2024, Leitão est élue députée pour l'Initiative libérale dans la circonscription de Lisbonne. Elle est ensuite élue présidente du groupe parlementaire de l'IL à l'unanimité. Elle est réélue lors des élections législatives anticipées de 2025.
Le 2 février 2025, Rui Rocha, alors président du parti, annonce que Mariana Leitão sera la candidate de l'IL à l'occasion de l'élection présidentielle de 2026.

### Source de traduction
- (pt) Cet article est partiellement ou en totalité issu de l’article de Wikipédia en portugais intitulé « Mariana Leitão » (voir la liste des auteurs).